# Yeshe Rinchen
Yeshe Rinchen (1249-1295) was een Tibetaans geestelijke uit de sakyatraditie van het Tibetaans boeddhisme.
Hij was de vierde keizerlijk leermeester (dishi) van 1286 tot 1291 voor Yuankeizer Koeblai Khan. Deze titel werd voor het eerst werd toegekend aan leraar Phagspa door Koeblai Khan.